# الهجر (ذمار)
الهجر هي إحدى قرى الجمهورية اليمنية. تتبع جغرافيا لمحافظة ذمار وإداريًا لمديرية ميفعة عنس. يبلغ تعداد سكانها 1677 نسمة حسب الإحصاء الذي أجري عام 2004.